# Монгольська вівчарка
Монгольська вівчарка (або Монгольський мастиф, або Банхар) — порода собак.

## Опис породи
Монгольська вівчарка з'явилася приблизно 14 тисяч років тому в монгольських степах. Дана порода є предком кавказьких і середньоазійських вівчарок. У боротьбі з хижаками монгольська вівчарка не знає рівних. Ці собаки можуть без присутності людини пасти худобу, безстрашно полювати на будь-якого звіра, захищати від ворогів життя і майно, також ці вівчарки можуть молитися за своїх господарів, за що отримали прізвисько «зуугійн нохой» (молитовний собака).
Собаки цієї породи мають високий рівень інтелекту, вони безмежно віддані, ними легко керувати, монгольська вівчарка неконфліктна. Цей собака завжди поводиться впевнено. Його поведінка незворушна та холоднокровна. Варто відзначити, що ці вівчарки не мають нічого спільного з тувинською вівчарокою і бурят-монгольським вовкодавом, попри те, що всі три породи дуже схожі на перший погляд. У монгольської вівчарки немає специфічного запаху «псини». Вовна її блискуча і свіжа.
На даний час ретельно і серйозним розведенням монгольських вівчарок займається всього один розплідник — «Монголдог», який був створений Галиною Яворською. Однак, попри те, що порода нечисленна і зустрічається рідко, заводчики впевнені, що у монгольського вівчара все попереду.